# ラブリージャグラーA
『ラブリージャグラーA』（ラブリージャグラーエース）は、2007年7月に北電子が発売したパチスロ機である。『アイムジャグラーEX』、『アイムジャグラー7』に次ぐ、5号機におけるジャグラーシリーズ第3弾。

## アイムジャグラーとの相違点
ボーナス図柄の変更
本機のボーナス図柄は、ビッグボーナスが7揃いとBAR揃い、レギュラーボーナスがBAR-BAR-7の順揃いとなり、4号機のジャグラーシリーズと同じになった。ただし5号機の規則で7揃いとBAR揃いは別フラグとなるため、ボーナス告知の次ゲームで「GOGOランプ」の色が赤に変わると、赤7揃いのビッグボーナスが確定する（色が変わらなければBAR揃いのビッグボーナスかレギュラーボーナス）。
ボーナスゲームの変更
ビッグボーナスのボーナスゲームは、4号機のジャグラーシリーズと同様に小役ゲームとJACゲームに分かれている。小役ゲーム（3枚掛け）中に「サイ-チェリー-サイ」の図柄が揃うとJACゲーム（1枚掛け）に入る。なお小役ゲーム・JACゲームの回数に制限はないが、払い出しが規定枚数を超えるとJACゲームの途中でもボーナスは終了する。
なおビッグボーナスは345枚を超える払い出しで終了（純増約310枚、最大327枚）、レギュラーボーナスは150枚を超える払い出しで終了（純増約154枚）。
その他
通常時は3枚掛けでしか遊技できない。
小役とボーナスとの同時抽選は行っていない。
リール配列が異なる。
GOGOランプの形状がアイムジャグラーEXと比較して小さい。ファイナルジャグラーとほぼ同等のサイズ。
空回しを行った場合でも自動停止しない。40秒間停止せずにいると、上部飾りランプが点灯して警告する。
役入賞時、第3ボタンを押しっぱなしでは入賞動作（払い出し等）を行わない（ボタンを離すと入賞動作が行われる）。

## 告知方法
告知方法は以下の通り
ボーナス成立時の3/4で後告知（後告知の1/4で告知音発生）
ボーナス成立時の1/4でリール始動時での先告知（先告知は9割方BIG）
ボーナス成立時でBIG確定時の1/8で無音発生
ボーナス成立時で後告知選択時、リールを40秒間停止せずにいた場合（上部飾りランプ点灯する瞬間）の1/2で告知
なお、7揃いBIG確定時は告知ランプ発生後の次ゲームBETorレバーONでGOGOランプが必ず赤色に変化する

## スペック
※メーカー発表値。（合成確率は発表値より算出）
| 設定 | BIG確率 | REG確率 | 合成確率 | 機械割  |
| ---- | ------- | ------- | -------- | ------- |
| 1    | 1/292.6 | 1/546.1 | 1/190.5  | 96.87%  |
| 2    | 1/277.7 | 1/528.5 | 1/182.0  | 98.93%  |
| 3    | 1/264.3 | 1/496.5 | 1/172.5  | 101.26% |
| 4    | 1/256.0 | 1/455.1 | 1/163.8  | 103.28% |
| 5    | 1/244.5 | 1/431.2 | 1/156.0  | 105.58% |
| 6    | 1/240.9 | 1/372.4 | 1/146.3  | 107.88% |